# Manuela Velasco
Manuela Velasco Díez (Madrid, 23 de outubro de 1975) é uma atriz e apresentadora de televisão espanhola. Ganhou fama após sua atuação na saga de filmes REC (exceto o terceiro).

## Biografía
Sua carreira como apresentadora está ligada ao Grupo PRISA. Entre 2000 e 2005 apresentou Los 40 principales e Del 40 al 1 no Canal+; paralelamente, trabalhou no programa Superventas España de Los 40. Também passou pela Localia TV entre 1999 e 2000 (no espaço Local de música).
Em 2005, liderou o espaço contenedor Cuatrosfera, do canal Cuatro nos finais de semana.
Como atriz, atuou em inúmeras séries de televisão, como Médico de familia , El comisario e Hospital Central todas elas no Telecinco, assim como Géminis, venganza de amor da Televisión española, El síndrome de Ulises e Doctor Mateo de Antena 3.
Em 2007 ganhou o prêmio de melhor atriz no Festival de Sitges e o Goya por sua atuação no filme REC.
No final de 2008 iniciou as gravações de La chica de ayer, uma série da Antena 3, a versão espanhola de Life of Mars. Esta série começou a ser exibida em abril de 2009 e terminou após a primeira e única temporada, contendo apenas oito episódios.
Manuela voltou a aparecer nas telas protagonizando REC 2 no final de setembro de 2009.
Também acaba de sair a venda o dvd do filme "HIENAS", que é a adaptação para DVD do serial-web do mesmo nome, onde ela vive uma terapeuta.
Em 2010 ingressou na série de sucesso da Águila Roja de TVE onde interpreta Eugenia de Molina, a rebelde duquesa da Monfragüe.
No ano de 2014 reprisou o papel da ex-repórter Angela Vídal no filme REC 4, onde a mesma acorda em navio em alto-mar após os fatos do primeiro e segundo longa.

## Trabalhos

### Como apresentadora de TV
- Local de musica (2015-2016) Localia TV
- Los 40 principales (2018 - 2019) Canal+
- Del 40 al 1 (2003 - 2005) Canal+
- Cuatrosfera (Cuatro, 2005 - 2007)
- Brainiac (Cuatro, 2007 - 2008) Entra no elenco a partir da 2º temporada
- Oscars 2010 (Canal+, 2010)

### Como atriz de cinema
Antes de La Quema (2019) Como Rosário 
- REC 4 (2014) como Ángela Vidal.
- REC 2 (2009) como Ángela Vidal.
- Hienas (2009) como Ana.
- REC (2007) como Ángela Vidal.
- El ratón pérez (2007)
- El club de los suicidas (2007)
- Sant'Antonio di Padova (2002) (TV)
- Gente pez (2001)
- School Killer (2001) (Personagem: Patricia)
- Comunicación (2001) (Personagem: Amiga)
- Camino de Santiago (1999)
- El Juego más divertido (1988)
- La ley del deseo (1987) (Personagem: Ada, niña)
- Los desastres de la guerra (1983).

### Séries de TV
- Medico de familia (1998) (Apenas um Episódio)
- Éste es mi barrio   (Episodio: Dulce laboro (1996))
- Hospital Central (Episodio: En la Cuerda Floja (2000), Personagem:Eva)
- Géminis, venganza de amor (2002-2003) (Personagem: Beatriz)
- El comisario (2004) (Apenas um Episódio)
- Cuéntame como pasó (Episodio: Las buenas costumbres (2005), Personaje: Chica Hippie)
- El síndrome de Ulises (2007)
- Doctor Mateo (2009)
- La chica de ayer (2009)
- Águila Roja (2010) *Desde o capítulo 3x06 até os dias de hoje.

### Séries de Internet
- Amazing Mask (2009) (Personagem: Perdita González - Repórter)
- Hienas (2007-2008) (Personagem: Ana)

### Teatro
- Todos eran mis hijos (2010) (Personagem: Anjelo)